# Decarthria albofasciata
Decarthria albofasciata là một loài bọ cánh cứng trong họ Cerambycidae.